# Золотухин, Пётр Григорьевич
Пётр Григорьевич Золотухин (28 января 1927 год — 7 августа 1974 год) — машинист автомобильного крана строительно-монтажного управления № 10 сварочно-монтажного треста Министерства газовой промышленности СССР Гурьевская область. Герой Социалистического Труда (1971).

## Биография
Пётр Золотухин родился 28 января 1927 года в деревне Кузнецы Почепского уезда Брянской губернии (ныне Почепский район Брянской области) в семье крестьянина. По национальности — русский.
Окончив семилетнюю сельскую школу, в декабре 1944 года был призван в Красную Армию, где участвовал в Великой Отечественной войне. В 1951 году, после демобилизации, начал работать шофёром в отделе снабжения строительно-монтажного управления № 10 (СМУ-10) сварочно-монтажного треста. 
В 1952 году во время прокладки газопровода Туймазы — Уфа в Башкирии Золотухин заменил заболевшего машиниста автокрана К-32 и после этого остался работать в этой должности. За время работы он участвовал в строительстве важнейших газопроводов и нефтепроводов СССР, таких как:
- газопровод Ставрополь — Москва;
- газопровод Карадаг — Тбилиси — Ереван;
- нефтепровод «Дружба»;
- газовое кольцо вокруг Москвы;
- система газопроводов Средняя Азия — Центр (САЦ).

С 1965 года Золотухин работал на освоении нефтегазодобывающего района Мангышлак. Он внёс большой вклад в обустройство Узеньского месторождения и строительство таких важных объектов, как нефтепровод Узень — Шевченко, головные сооружения нефтепровода Узень — Гурьев — Куйбышев, газопровод Шах-Пахты — САЦ. В числе его обязанностей были ответственные работы по монтажу оборудования и металлоконструкций на объектах нефтепромыслов и насосных станциях, выгрузка и погрузка труб различного диаметра.
С марта 1963 года Золотухин проработал почти десять лет на одном автокране К-53 без капитального ремонта и к 7 ноября 1970 года успешно выполнил пятилетний план.
Указом Президиума Верховного Совета СССР от 30 марта 1971 года «за выдающиеся заслуги в выполнении заданий пятилетнего плана и достижение высоких технико-экономических показателей» удостоен звания Героя Социалистического Труда с вручением Ордена Ленина и золотой медали Серп и Молот.
С 1971 года Золотухин работал на строительстве нефтепровода Красноводск — Бейнеу. 

## Награды
Награжден орденом Ленина (30 марта 1971), медалями, в том числе «За трудовую доблесть» (1 июля 1966).